# ベストタイアップ
ベストタイアップ（欧字名:Best Tie Up、1992年3月29日 - 2016年5月8日）は、日本の競走馬、種牡馬。主な勝ち鞍に1996年の中山金杯、1997年の中山金杯、東京新聞杯。
半兄に1990年京成杯勝ちのノーモアスピーディがいる。

## 競走馬時代
デビューは1994年10月。パドックでいつもチャカつく気性が災いしたのか4歳春までは思うような成績は残せず条件馬のままで終わる。秋に入っても気性難は変わらずであったが晩成の父同様に本格化の兆しを見せ始める。
1996年1月平場からの4連勝で中山金杯を制覇し重賞タイトルを手にする。この後、僚馬ジェニュインとの兼ね合いで長距離路線を歩み、次走日経賞では2番人気の評価を受けるが不良馬場に持ち味であるキレ脚を殺され4着に終わる。さらに天皇賞・春も一気に伸びた距離に対応できず惨敗、この年は1勝のみに留まる。
翌1997年適距離に戻りかつての切れる差し脚が復活、中山金杯を連覇し更に東京新聞杯を1番人気で快勝。安田記念へ向け大きく前進したその矢先脚部不安を発症、そのまま現役引退となった。

## 競走成績
以下の内容は、netkeiba.comおよびJBISサーチに基づく。
| 年月日 | 年月日 | 年月日 | 競馬場 | 競走名       | 格   | 頭数 | 枠番 | 馬番 | オッズ （人気） | オッズ （人気） | 着順 | 騎手     | 斤量 （kg） | 距離（馬場）  | タイム （上り3F） | タイム差 | 勝ち馬/（2着馬）       |
| 1994   | 10.    | 8      | 東京   | 3歳新馬      |      | 12   | 8    | 11   | 3.9             | （2人）         | 3着  | 田中勝春 | 53          | 芝1400m（良） | 1:23.6 (36.6)     | -0.9     | タイガーチャンプ       |
|        | 10.    | 30     | 東京   | 3歳新馬      |      | 8    | 4    | 4    | 4.8             | （3人）         | 1着  | 田中勝春 | 53          | 芝1800m（良） | 1:50.1 (35.6)     | 0.4      | （マチカネブラボー）   |
| 1995   | 2.     | 25     | 中山   | 4歳500万下   |      | 10   | 4    | 4    | 2.8             | （2人）         | 2着  | 田中勝春 | 55          | 芝2000m（良） | 2:02.3 (36.0)     | -0.5     | イブキニュースター     |
|        | 3.     | 26     | 中山   | スプリングS  | GII  | 15   | 3    | 4    | 30.8            | （7人）         | 13着 | 横山典弘 | 55          | 芝1800m（不） | 1:56.1 (41.1)     | -1.6     | ナリタキングオー       |
|        | 10.    | 8      | 東京   | 4歳上500万下 |      | 9    | 4    | 4    | 4.5             | （2人）         | 1着  | 横山典弘 | 55          | 芝1600m（良） | 1:35.6 (34.8)     | 0.1      | （タイキマーシャル）   |
|        | 10.    | 29     | 東京   | 紅葉特別     | 900  | 15   | 3    | 5    | 3.2             | （1人）         | 1着  | 横山典弘 | 55          | 芝1600m（良） | 1:33.7 (35.1)     | 0.4      | （トキオフェニックス） |
|        | 11.    | 26     | 東京   | ウェルカムS  | 1500 | 18   | 6    | 12   | 2.8             | （1人）         | 1着  | 横山典弘 | 56          | 芝2000m（良） | 2:00.0 (34.3)     | 0.4      | （マルシゲギャロップ） |
| 1996   | 1.     | 5      | 東京   | 中山金杯     | GIII | 16   | 1    | 2    | 2.4             | （1人）         | 1着  | 横山典弘 | 55          | 芝2000m（良） | 1:59.3 (33.7)     | 0.2      | （ウインドフィールズ） |
|        | 3.     | 17     | 中山   | 日経賞       | GII  | 11   | 2    | 2    | 5.3             | （2人）         | 4着  | 横山典弘 | 56          | 芝2500m（不） | 2:37.7 (37.1)     | -0.4     | ホッカイルソー         |
|        | 4.     | 21     | 京都   | 天皇賞（春） | GI   | 16   | 3    | 5    | 40.3            | （6人）         | 13着 | 岡部幸雄 | 58          | 芝3200m（良） | 3:20.5 (37.0)     | -2.7     | サクラローレル         |
|        | 10.    | 6      | 東京   | 毎日王冠     | GII  | 12   | 1    | 1    | 5.9             | （5人）         | 5着  | 田中勝春 | 57          | 芝1800m（良） | 1:46.2 (34.6)     | -0.4     | アヌスミラビリス       |
|        | 10.    | 27     | 東京   | 天皇賞（秋） | GI   | 17   | 3    | 6    | 15.2            | （6人）         | 6着  | 田中勝春 | 58          | 芝2000m（良） | 1:59.1 (34.4)     | -0.4     | バブルガムフェロー     |
|        | 11.    | 23     | 東京   | キャピタルS  | OP   | 14   | 7    | 12   | 1.7             | （1人）         | 2着  | 柴田善臣 | 57          | 芝1400m（良） | 1:21.8 (33.9)     | -0.1     | エイシンバーリン       |
| 1997   | 1.     | 5      | 中山   | 中山金杯     | GIII | 15   | 1    | 1    | 2.4             | （1人）         | 1着  | 岡部幸雄 | 57          | 芝2000m（良） | 2:01.5 (35.7)     | 0.2      | （マウンテンストーン） |
|        | 2.     | 2      | 東京   | 東京新聞杯   | GIII | 11   | 3    | 3    | 1.3             | （1人）         | 1着  | 岡部幸雄 | 57          | 芝1600m（良） | 1:33.7 (33.9)     | 0.2      | （ユノペンタゴン）     |

## 種牡馬時代
引退後は種牡馬となった。産駒から現役時にダートグレード競走2勝、川崎記念3着のジーナフォンテン、金沢と高崎で計重賞3勝のベストサウンドが出た。2001年8月からは北海道野付郡の野付ライディングファームに繋養された。2005年まで種付けを行い、2006年9月1日付で種牡馬を引退。同年11月から功労馬繋養展示事業の助成対象となった。その後、2016年5月8日に死亡。24歳没。
ベストタイアップの死後、ジーナフォンテンの仔カジノフォンテンが地方重賞2勝を経て、2021年に川崎記念を制し、自身の血から初のGⅠ級競走勝ち馬が現れたことになった。

### 主な産駒
- 1998年産
  - ジーナフォンテン（エンプレス杯、スパーキングレディーカップ、若葉賞、若駒賞、報知グランプリカップ、TCKディスタフ）
- 1999年産
  - ベストウォリア（淀ジャンプステークス）
  - ベストサウンド（サラブレッドカップ、東国賞、ジェイティービー賞）

### ブルードメアサイアーとしての主な産駒
- 2016年産
  - カジノフォンテン（父カジノドライヴ、川崎記念、かしわ記念、京成盃グランドマイラーズ2回、勝島王冠、ゴールドスプリント）

## 血統表
| ベストタイアップの血統                             | ベストタイアップの血統                                                | ベストタイアップの血統                                                | （血統表の出典）                                                      | （血統表の出典） |
| 父系                                               | ノーザンテースト系                                                    | ノーザンテースト系                                                    | ノーザンテースト系                                                    | [ § 2 ]          |
| 父 アンバーシャダイ 1977 鹿毛 日本                 | 父の父*ノーザンテースト Northern Taste 1971 栗毛 カナダ               | Northern Dancer                                                       | Nearctic                                                              | Nearctic         |
| 父 アンバーシャダイ 1977 鹿毛 日本                 | 父の父*ノーザンテースト Northern Taste 1971 栗毛 カナダ               | Northern Dancer                                                       | Natalma                                                               |                  |
| 父 アンバーシャダイ 1977 鹿毛 日本                 | 父の父*ノーザンテースト Northern Taste 1971 栗毛 カナダ               | Lady Victoria                                                         | Victoria Park                                                         | Victoria Park    |
| 父 アンバーシャダイ 1977 鹿毛 日本                 | 父の父*ノーザンテースト Northern Taste 1971 栗毛 カナダ               | Lady Victoria                                                         | Lady Angela                                                           |                  |
| 父 アンバーシャダイ 1977 鹿毛 日本                 | 父の母*クリアアンバー 1967 鹿毛 アメリカ                              | Ambiopoise                                                            | Ambiorix                                                              | Ambiorix         |
| 父 アンバーシャダイ 1977 鹿毛 日本                 | 父の母*クリアアンバー 1967 鹿毛 アメリカ                              | Ambiopoise                                                            | Bull Poise                                                            |                  |
| 父 アンバーシャダイ 1977 鹿毛 日本                 | 父の母*クリアアンバー 1967 鹿毛 アメリカ                              | One Clear Call                                                        | Gallant Man                                                           | Gallant Man      |
| 父 アンバーシャダイ 1977 鹿毛 日本                 | 父の母*クリアアンバー 1967 鹿毛 アメリカ                              | One Clear Call                                                        | Europa                                                                |                  |
| 母 *ミスタイモア Miss Taymore 1977 黒鹿毛 アメリカ | 母の父Sham 1970 鹿毛 アメリカ                                         | Pretense                                                              | Endeavour                                                             | Endeavour        |
| 母 *ミスタイモア Miss Taymore 1977 黒鹿毛 アメリカ | 母の父Sham 1970 鹿毛 アメリカ                                         | Pretense                                                              | Imitation                                                             |                  |
| 母 *ミスタイモア Miss Taymore 1977 黒鹿毛 アメリカ | 母の父Sham 1970 鹿毛 アメリカ                                         | Sequoia                                                               | Princequillo                                                          | Princequillo     |
| 母 *ミスタイモア Miss Taymore 1977 黒鹿毛 アメリカ | 母の父Sham 1970 鹿毛 アメリカ                                         | Sequoia                                                               | The Squaw                                                             |                  |
| 母 *ミスタイモア Miss Taymore 1977 黒鹿毛 アメリカ | 母の母Bend an Oar 1967 鹿毛 アメリカ                                  | Never Bend                                                            | Nasrullah                                                             | Nasrullah        |
| 母 *ミスタイモア Miss Taymore 1977 黒鹿毛 アメリカ | 母の母Bend an Oar 1967 鹿毛 アメリカ                                  | Never Bend                                                            | Lalun                                                                 |                  |
| 母 *ミスタイモア Miss Taymore 1977 黒鹿毛 アメリカ | 母の母Bend an Oar 1967 鹿毛 アメリカ                                  | Up Oars                                                               | Turn-to                                                               | Turn-to          |
| 母 *ミスタイモア Miss Taymore 1977 黒鹿毛 アメリカ | 母の母Bend an Oar 1967 鹿毛 アメリカ                                  | Up Oars                                                               | Nile Lily                                                             |                  |
| 母系(F-No.)                                        | (FN:10-a)                                                             | (FN:10-a)                                                             | (FN:10-a)                                                             | [ § 3 ]          |
| 5代内の近親交配                                    | Nearco5×5、Hyperion5×5、Lady Angela4・5（父内）、Bull Lea5・5（父内） | Nearco5×5、Hyperion5×5、Lady Angela4・5（父内）、Bull Lea5・5（父内） | Nearco5×5、Hyperion5×5、Lady Angela4・5（父内）、Bull Lea5・5（父内） | [ § 4 ]          |
| 出典                                               | 1. 2. 3. 4.                                                           | 1. 2. 3. 4.                                                           | 1. 2. 3. 4.                                                           | 1. 2. 3. 4.      |

- 半姉ブリリアントミスト（父リアルシャダイ）の曾孫にローズプリンスダム（レパードステークス）